# Alberto Martín Goicoechea
Alberto Martín Goicoechea (Santurce, Vizcaya, 7 de marzo de 1955-presente) es un futbolista y director técnico español. Juega como mediocampista central y su primer equipo fue Athletic de Bilbao. Su último club antes de retirarse fue el LinenSE

## Carrera deportiva
Jugó cien partidos en Primera División entre Málaga (85) y Athletic de Bilbao (15). El 11 de septiembre de 1983 firmó el primer y único hat-trick de su carrera en la goleada de Málaga 6-2 ante Real Madrid.
Tuvo un paso por el fútbol argentino en la temporada 1986/87 vistiendo la camiseta de Unión de Santa Fe.
Ya retirado, dirigió al Atlético Estación y al Fuengirola Los Boliches, ambos equipos del ascenso español.

## Clubes

### Como jugador
| Club               | País      | Año       | PJ  | G  |
| ------------------ | --------- | --------- | --- | -- |
| Athletic de Bilbao | España    | 1973-1975 | 15  | 2  |
| Bilbao Athletic    | España    | 1975-1976 | 16  | 0  |
| Athletic de Bilbao | España    | 1976-1977 | 2   | 0  |
| Barakaldo          | España    | 1977-1979 | 65  | 5  |
| Málaga             | España    | 1979-1986 | 212 | 19 |
| Unión de Santa Fe  | Argentina | 1986-1987 | 13  | 0  |
| Ceuta              | España    | 1987-1988 | 35  | 17 |
| Linense            | España    | 1988-1989 | 28  | 5  |
| Total              | Total     | Total     | 386 | 48 |

### Como entrenador
| Club                    | País   | Año       |
| ----------------------- | ------ | --------- |
| Atlético Estación       | España | 1994-1995 |
| Fuengirola Los Boliches | España | 2010-2011 |

## Palmarés
| Título                     | Club   | País   | Año  |
| -------------------------- | ------ | ------ | ---- |
| Ascenso a Primera División | Málaga | España | 1982 |